# Archivio di Stato di Roma
L'Archivio di Stato di Roma è un archivio di Stato collocato all'interno del palazzo della Sapienza, in corso del Rinascimento, nel rione Sant'Eustachio. La sede succursale si trova in via di Galla Placidia, nel quartiere Collatino.

## Storia
Esso fu istituito con 
Regio decreto 30 dicembre 1871, n. 605
con lo scopo di conservare:
- gli atti degli organi centrali dello Stato pontificio
- gli "atti dei dicasteri centrali del Regno, che non più occorrono ai bisogni ordinari del servizi”
- gli archivi giudiziari e notarili romani fino all'unificazione del regno d'Italia
- gli atti degli uffici statali con sede nell'attuale provincia di Roma, sia per il periodo anteriore che posteriore all'unità[1].

All'origine, dunque, l'archivio di Stato di Roma svolgeva anche quello che è il compito dell'Archivio Centrale dello Stato.
La documentazione iniziale consisteva negli archivi dei vari organismi dello Stato Pontificio, riuniti assieme: in particolare i documenti riguardavano quegli uffici e congregazioni pontificie che si occupavano dell'amministrazione temporale dello Stato della Chiesa, ormai scomparso con l'unità d'Italia: fanno parte di questo patrimonio iniziale dell'archivio i fondi della Camera Apostolica e degli antichi tribunali. I documenti invece che riguardavano l'amministrazione religiosa della Chiesa rimasero in Vaticano, facendo poi parte dell'Archivio Segreto Vaticano. Inoltre, con le soppressioni religiose del 1873, entrano a far parte dell'archivio di Stato di Roma anche i fondi delle corporazioni religiose (ordini e congregazioni religiose), delle confraternite e degli ospedali romani.
Una seconda grande acquisizione avvenne tra il 1916 ed il 1919, quando fra Stato italiano e Santa Sede ci fu uno scambio di documentazione, e dal Vaticano arrivarono importanti fondi relativi:
- alla scomparsa Congregazione del Buon Governo, che si occupava della vigilanza sull'amministrazione pontificia;
- al catasto dell'intero territorio pontificio;
- al fondo dei notai romani.

Inoltre in questo periodo l'archivio si arricchisce con acquisizioni delle carte di importanti famiglie romane, quali i Santacroce, i Giustiniani e i Lante.

### Separazione con l'Archivio centrale
Solo con il 1953 nasce un archivio centrale indipendente e autonomo da quello di Roma; in quell'occasione l'archivio di Stato di Roma cedette al nuovo archivio centrale tutta la documentazione prodotta dai dicasteri e ministeri statali, e nel 1960 questo fu spostato all'Eur.
L'archivio di Roma divenne uno dei 103 archivi di Stato d'Italia.
Altre importanti acquisizioni avvennero dopo il 1960, e riguardano persone e famiglie di Roma, antichi e recenti catasti e mappe.

## Scuola
Presso l'archivio di Stato di Roma è inoltre attiva la Scuola di archivistica, paleografia e diplomatica.